# Храм Живоносного Джерела
Церква Живоносного Джерела (Казанської Ікони Божої Матері) — чинна мурована парафіяльна церква у Києві на Південній Борщагівці. Парафія Казанської Ікони Божої Матері належить до Київської єпархії ПЦУ.

## Історія, 1632—1917
Церква Живоносного Джерела має багату історію, яка нараховує близько 350 років. Храм розташований на південно-західній околиці Києва - житловому масиві Південна Борщагівка.

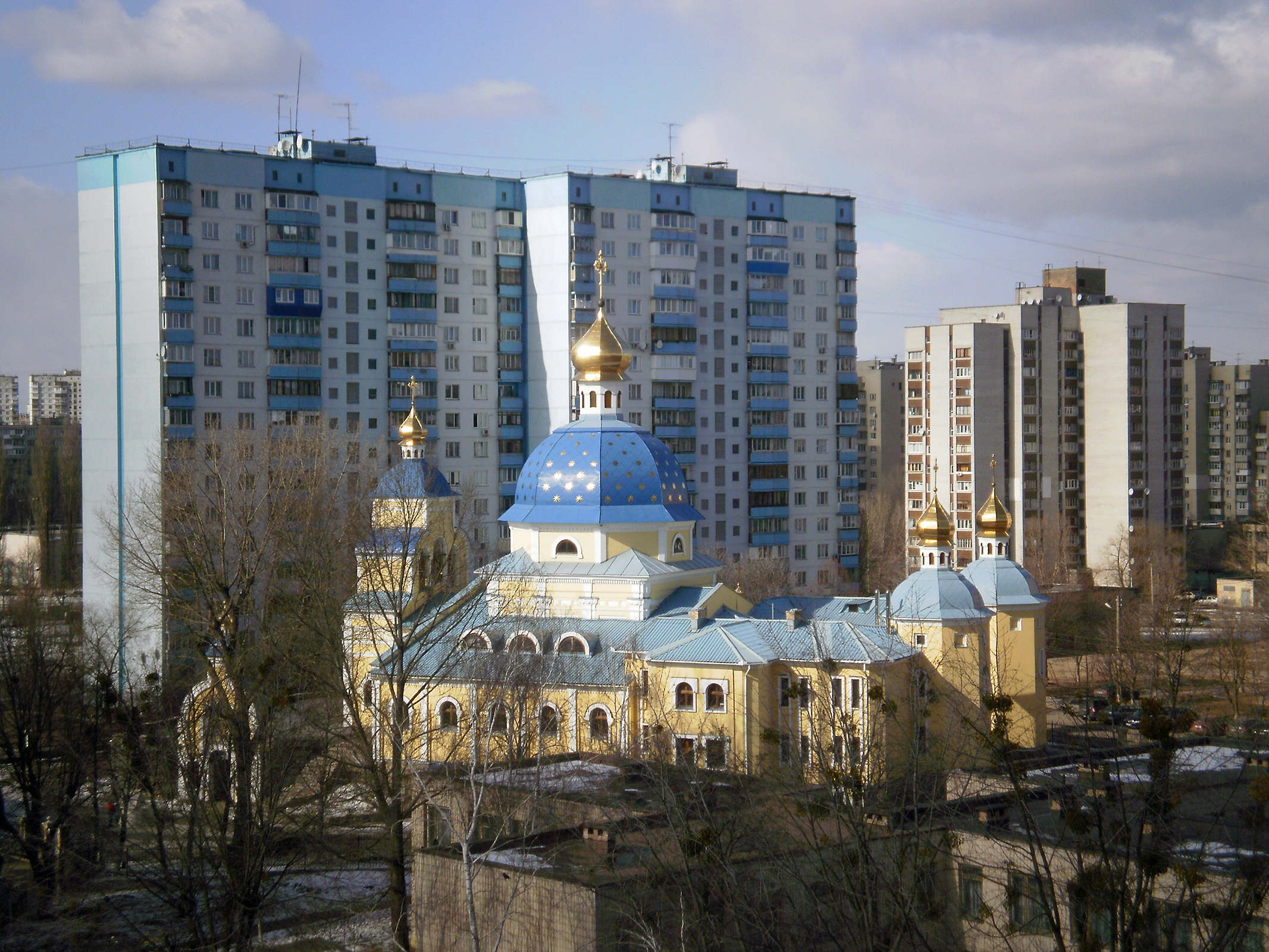

Вперше церква в ім'я Пресвятої Богородиці Живоносного Джерела у Братській Борщагівці була зведена у XVII ст., приблизно між 1632 та 1657 рр., щойно після заснування самого села, що виникло на землях, наданих «у вотчину» Київському Братському Богоявленському монастиреві козацьким гетьманом Іваном Петражицьким-Кулагою. Про це свідчив дарчий напис на старому Євангелії, подарованому у 1657 році церкві. Хто був ктитором церкви, тобто чиїм коштом її було побудовано, достеменно невідомо. Оскільки з-поміж усіх Борщагівок власне Братську було засновано задля утримання Києво-Могилянського колегіуму, що виник на базі школи Братського монастиря, то ж і історія храму найтіснішим чином була пов'язана з ними. Внаслідок цього, в церковно-адміністративному відношенні тривалий час церква також входила до складу Києво-Подільської протопопії Київської єпархії. Впродовж XVII – XIX ст. територіально парафія Живоносного Джерела обіймала громади трьох Борщагівок — Софіївської, Микільської та Братської.
Спочатку церква розташовувалася на місці сучасної криниці. З 1679 року, після того, як згідно з наказом гетьмана Івана Самойловича, з Борщагівок силоміць було виселено місцевих жителів, на деякий час церква занепала, оскільки їй бракувало парафіян. З часом, поволі, село таки відродилося, і вже наприкінці 30-х рр. XVIII ст. постало питання побудови нової церкви, яка тоді, напевно, перебувала у занедбаному стані. Вдруге церкву Живоносного Джерела, зведено за одними свідченнями 1740, за іншими - 1747 р., за наказом митрополита Київського Рафаїла (Заборовського) «сумлінням та клопотом /ченців/ Києво-Братського монастиря з добродіями». Як і її попередниця, вона була дерев'яною й оточеною з усіх боків дерев'яним парканом.

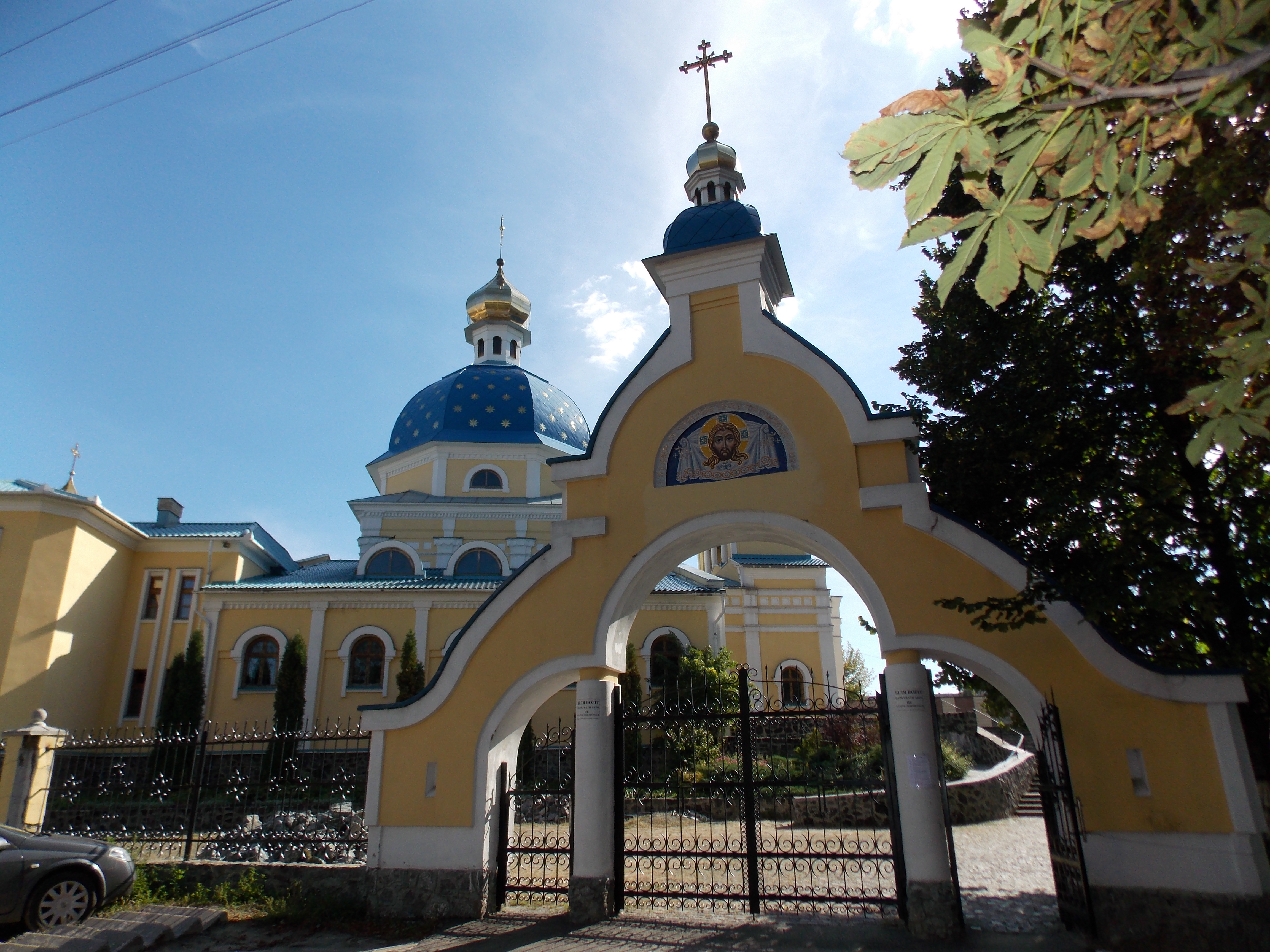

Рішенням Митрополита Київського і Галицького Арсенія, після огляду церкви Живоносного Джерела, 17 серпня 1861 р. було визнано за необхідне “побудувати на місці дерев’яної церкви нову кам’яну“. З цього приводу, 14 листопада 1862 р. в Братській Борщагівці відбувся загальний "схід" сіл Софіївської, Микільської та Братської Борщагівок. Він ухвалив рішення Митрополита Арсенія і оголосив про збір пожертв на спорудження нової церкви. Після зібрання необхідних коштів, 1866 року почалося зведення нової споруди церкви. Після геологічних пошуків на ділянці забудови, було виділене та визначене точне місце для майбутньої церкви, яке розташовувалося в центрі парафії і було найвищим місцем у селі. Спорудження церкви було закінчено щойно 1872 р.

## 1917—1991
З листопада 1917 р. до квітня 1918 р. дача Київської Духовної Академії, що розташовувалась тут, перебувала в руках селян, але церква продовжувала діяти. 1922 р. священство та громада церкви перейшли під правління Української автокефальної православної церкви. Церкву відвідав Митрополит УАПЦ Василь Липківський. Наприкінці 1920-х років діяльність УАПЦ була заборонена, а більшість її священиків - репресовано. З цієї причини 1926 р. церкву знову було підпорядковано Російській православній церкві. Відтак, відправи в церкві велись із перервами до 1935 р. Після чого були знесені бані, дзвіниця, пограбоване церковне майно, ікони. Без сліду зникла чудотворна ікона Божої Матері Живоносного Джерела.
Згідно з постановою президії Київської Міськради від 29 травня 1936 року, церкву було взагалі закрито на підставі того, що мовляв «церква не функціонує з минулого року, а релігійна громада розпалася й бажаючих поповнити п'ятдесятку нема». Перед самою війною були також зруйновані каплиці з криницями над чистими джерелами, відомими з давніх часів.
Спершу приміщення церкви планувалось використати для культосвітніх потреб, але згодом влаштували колгоспне зерносховище. Духовне життя парафії поновилося у 1941 році, із початком тимчасової німецької окупації, клопотанням священика Івана Лазаровича Коваленка та громади. Було знов відкрито церкву. В цей час її перейменували на храм Казанської ікони Божої Матері, очевидно з причини втрати намісного образу Живоносного Джерела.

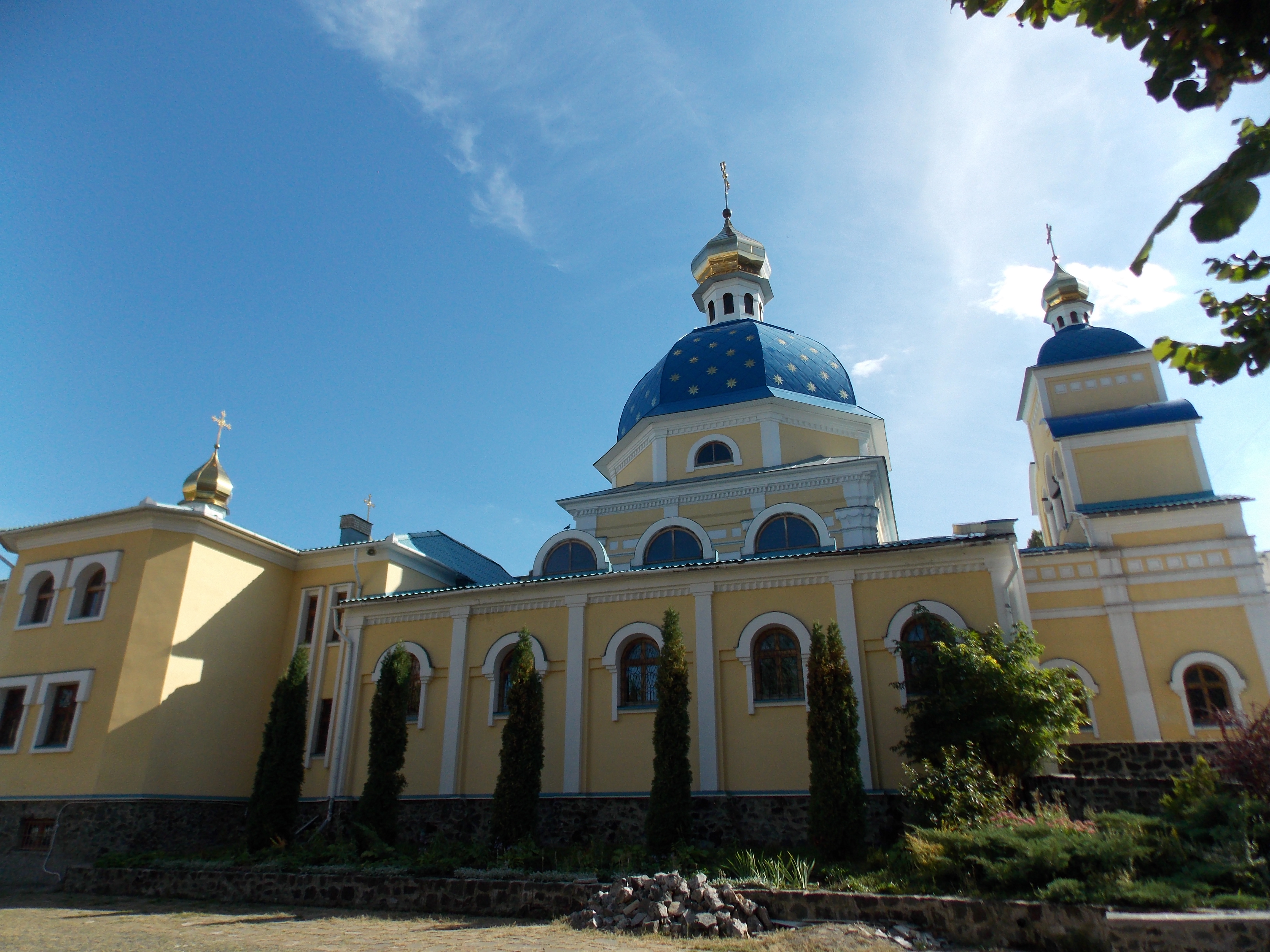

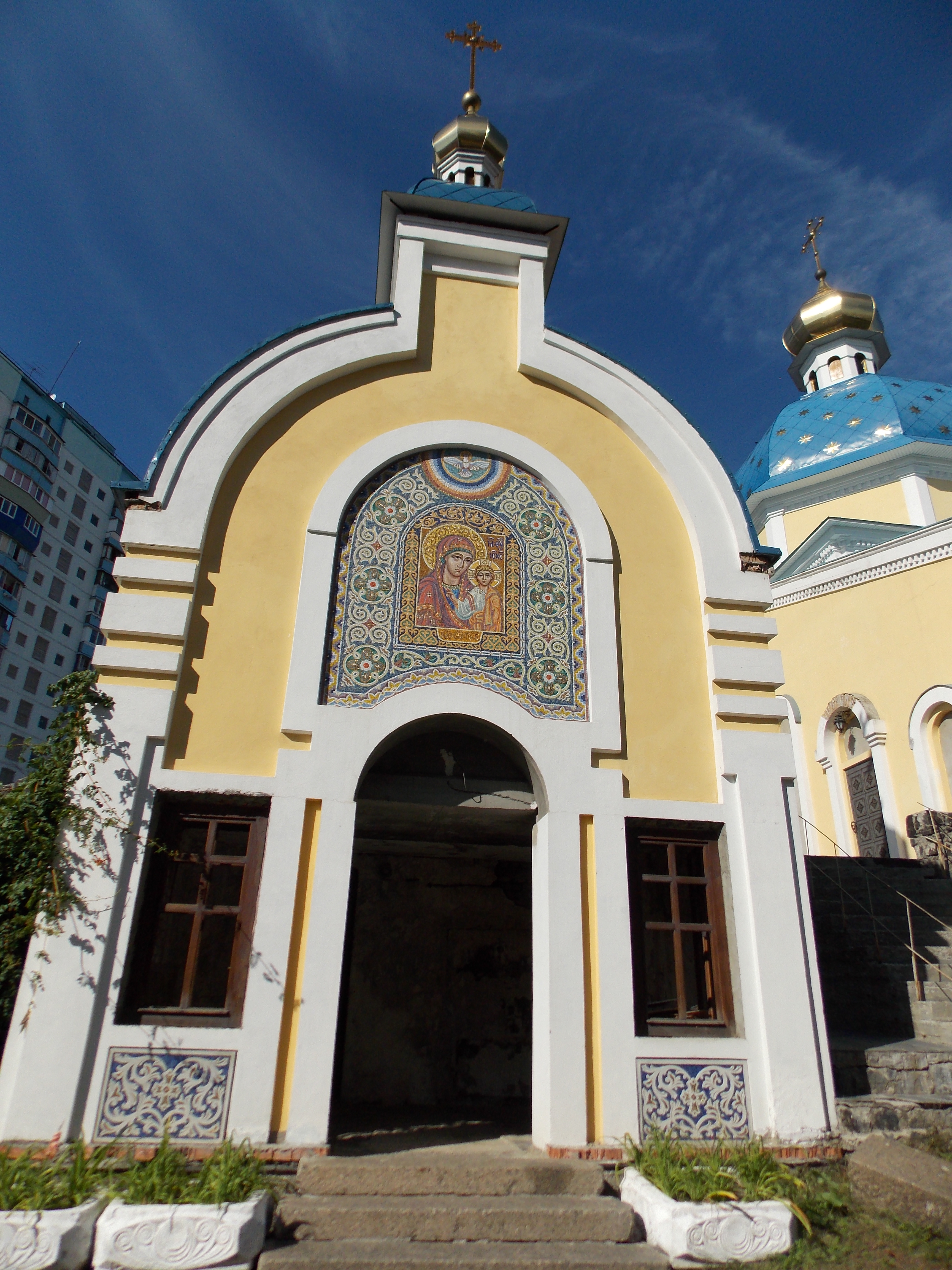

У 1968 році церкву остаточно закрили, а приміщення віддали фабриці кінопрокату. Потім його передали на баланс Центрального Парку Культури та відпочинку. Дирекція парку намагалась знову влаштувати тут клуб.
У 1980-х же роках, коли тривала інтенсивна розбудова Південної Борщагівки, міська влада вирішила використати будівлю колишнього Храму Казанської Ікони Божої Матері під центр дозвілля молоді. Проектом передбачалось оббудувати останки церкви, що збереглись, двоповерховою частиною з підвалом, над склепінням передбачалось створити деяку подобу купола. При цьому стіни церкви частково руйнувалися, їх пластика знищувалась. Церква мала бути похована в обіймах клубу фехтувальників «Олімпія». Будівельні роботи з 1987 року проводились генеральним підрядником – ВО «Електронмаш», але виконувались вони незадовільно через погане фінансування. Тоді ж місцеві православні громади неодноразово звертались до влади колишнього Ленінградського району з проханням про повернення їм будівлі колишньої церкви.

## З 1992 року
Врешті, 24 березня 1992 року Рада народних депутатів району ухвалила рішення про передачу недобудованого центру «Олімпія» місцевим громадам УАПЦ, згідно з їхнім проханням. Настав для Храму час підняття з руїн, час повернення. В 1995 році в приміщенні центру розпочав богослужіння храм Казанської ікони Божої Матері Української Православної Церкви Київського Патріархату.
27 березня 1996 р. до парафії призначено нового настоятеля – протоієрея Валерія Семанцо.
У зв'язку з перебудовами та руйнуваннями, яких зазнала будівля церкви, що втратила свій первісний вигляд, для її відбудови необхідно було провести значні дослідження.
Вже восени 1996 року в добудованій частині із західного боку церкви, де планувалось раніше приміщення для лекцій, був влаштований тимчасовий храм, в якому почали звершуватися богослужіння (тепер це нижня церква, присвячена Казанськїй Іконі Божої Матері).

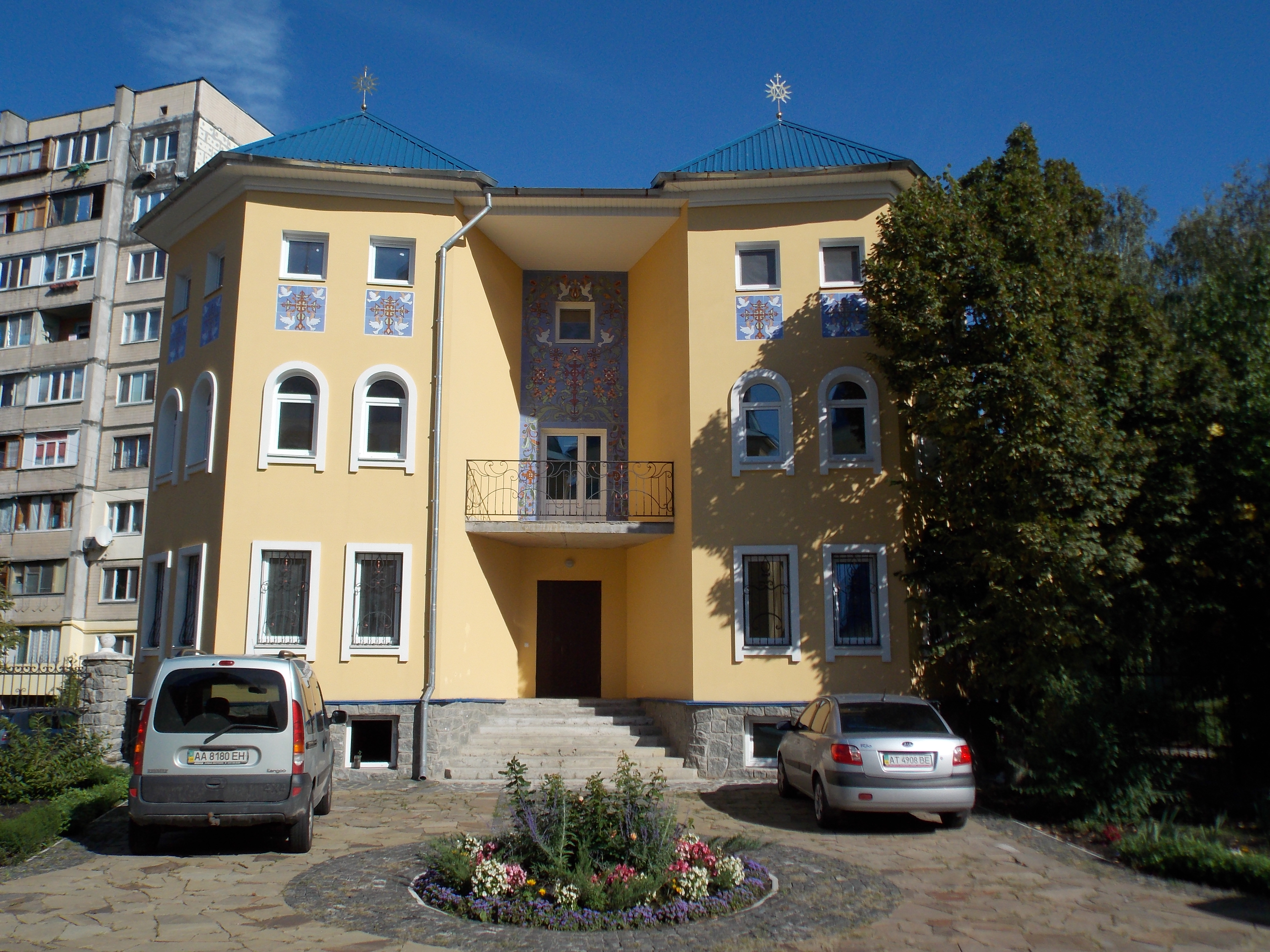

Протягом 1997-1998 рр. споруджено дві вежі у східній частині церкви та малі бані на них, а також дзвіницю. 5 листопада 1998 року встановлено центральну баню.
4 листопада 1999 року, на престольне свято Казанської Ікони Божої Матері, на центральній бані встановлено Великого хреста.
16 березня 2002 року відбулося освячення церкви Живоносного Джерела, яке здійснив Святійший Патріарх Київський і всієї Руси-України Філарет. За відродження і відбудову церковної святині Святійший Патріарх Київський і всієї Руси-України Філарет нагородив настоятеля храму протоієрея Валерія Семанцо митрою. Церква стала центром Святошинського благочиння УПЦ КП.
При церкві[коли?] працює недільна школа для дітей. Створена бібліотека духовної літератури та діє благодійна їдальня, яка щодня годує немічних та престарілих.
Метричні книги, клірові відомості, сповідні розписи церкви Живоносного Джерела с. Братська Борщагівка (приписні села: Софіївська Борщагівка, Михайлівська Борщагівка, Микільська Борщагівка) Київської сотні Київського полку, з 1781 року Київського повіту Київського намісництва, з 1797 р. Білогородської волості Київського повіту Київської губернії зберігаються у ЦДІАК України

## Архітектура
Церкву побудовано в неовізантійському стилі, хрещатою в плані, п'ятибанною, з великою центральною банею і триярусною дзвіницею з шатроподібним завершенням над притвором. Дах – скатний, шатроподібний з жерсті на дерев'яному каркасі та з невеликим нахилом. Цегляні стіни назовні було викладено під розшивку, а їх внутрішню поверхню поштукарено. Пілястри та колони завершувалися майстерно виконаними капітелями, які збереглися до сьогодні.